# Brazilië op de Olympische Zomerspelen 1992
Brazilië nam deel aan de Olympische Zomerspelen 1992 in Barcelona, Spanje. Er werden drie medailles gewonnen, tweemaal goud en eenmaal zilver. 

## Medailleoverzicht
| Sport     | Olympiër | Onderdeel           | Medaille |
| --------- | --- | ------------------- | -------- |
| Judo      | Rogério Sampaio | -65kg (m)           | Goud     |
| Volleybal | Marcelo Negrão Jorge Edson Brito Giovane Gávio Paulo Andre Silva Mauricio Lima Janelson Carvalho Douglas Chiarotti Antonio Carlos Gouveia Talmo Oliveira Andre Felipe Ferreira Alexandre Samuel Amauri Ribeiro | mannen              | Goud     |
| Zwemmen   | Gustavo Borges | 100m vrije slag (m) | Zilver   |

## Deelnemers en resultaten

### Atletiek
| Olympiër                                                                              | Discipline             | Resultaat | Prestatie |
| ------------------------------------------------------------------------------------- | ---------------------- | --------- | --- |
| André da Silva                                                                        | 100m (m)               | 46e       | serie 7: 5e in 10,78 |
| Arnaldo da Silva                                                                      | 100m (m)               | 21e       | serie 3: 2e in 10,55 kwartfinale 4: 6e in 10,47 |
| Robson da Silva                                                                       | 100m (m)               | 10e       | serie 10: 1e in 10,24 kwartfinale 1: 2e in 10,29 halve finale 1: 6e in 10,32 |
| Robson da Silva                                                                       | 200m (m)               | 4e        | serie 11: 1e in 20,62 kwartfinale 2: 1e in 20,35 halve finale 1: 3e in 20,15 finale: 4e in 20,45 |
| Sérgio de Menezes                                                                     | 200m (m)               | 27e       | serie 2: 3e in 21,17 kwartfinale 1: 6e in 21,00 |
| Sidnei de Souza                                                                       | 200m (m)               | 15e       | serie 9: 2e in 20,72 kwartfinale 4: 2e in 20,69 halve finale 2: 7e in 20,88 |
| Sidnei de Souza                                                                       | 400m (m)               | 18e       | serie 8: 3e in 45,92 kwartfinale 1: 5e in 45,55 |
| Edilson Tenório                                                                       | 400m (m)               | 25e       | serie 3: 5e in 46,31 kwartfinale 2: 6e in 46,34 |
| José Luiz Barbosa                                                                     | 800m (m)               | 4e        | serie 7: 1e in 1.46,16 halve finale 2: 2e in 1.45,32 finale: 4e in 1.45,06 |
| Edgar Martins                                                                         | 1500m (m)              | 24e       | serie 1: 7e in 3.38,68 halve finale 1: 12e in 3.42,53 |
| Joilto Santos Bonfim                                                                  | 100m horden (m)        | 29e       | serie 3: 7e in 14,06 |
| Pedro Chiamulera                                                                      | 400m horden (m)        | DNF       | serie 4: niet gefinisht |
| Eronilde de Araújo                                                                    | 400m horden (m)        | 14e       | serie 6: 2e in 49,10 halve finale 1: 8e in 49,66 |
| Clodoaldo Lopes do Carmo                                                              | 3000m steeplechase (m) | 11e       | serie 2: 2e in 8.26,31 halve finale 2: 2e in 8.20,46 finale: 11e in 8.25,92 |
| Robson Caetano Sérgio Matias de Menezes Sidney Telles de Souza Ediélson Rocha Tenório | 4x400m (m)             | 4e        | serie 3: 1e in 3.01,38 finale: 4e in 3.01,61 |
| Joseildo da Silva                                                                     | marathon (m)           | 56e       | 2:26.00 |
| Diamantino dos Santos                                                                 | marathon (m)           | DNF       | niet gefinisht |
| Osmiro Silva                                                                          | marathon (m)           | 24e       | 2:17.16 |
| Sérgio Galdino                                                                        | 20km snelwandelen (m)  | 27e       | 1:33.32 |
| Ademar Kammler                                                                        | 20km snelwandelen (m)  | DNF       | niet gefinisht |
| Marcelo Palma                                                                         | 20km snelwandelen (m)  | 32e       | 1:40.11 |
| Anísio Silva                                                                          | hink-stap-springen (m) | 29e       | kwalificatie groep B: 17e met 16,03m |
| Jorge Luis Teixeira                                                                   | hink-stap-springen (m) | 38e       | kwalificatie groep A: 19e met 15,64m |
| Pedro da Silva                                                                        | tienkamp (m)           | DNF       | 100m: 22e in 11,21 (814 punten) verspringen: 27e met 7,00m (814 punten) kogelstoten: 13e met 14,71m (772 punten) hoogspringen: 6e met 2,06m (859 punten) 400m: 15e in 49,55 (835 punten) 110m horden: 7e in 14,70 (886 punten) discuswerpen: geen geldige worp polsstokhoogspringen: niet gestart |
|                                                                                       |                        |           | |
| Carmem de Oliveira                                                                    | 10000m (v)             | 41e       | serie 1: 19e in 34.48,21 |
| Janete Mayal                                                                          | marathon (v)           | 31e       | 3:00.23 |
| Márcia Narloch                                                                        | marathon (v)           | 17e       | 3:44.32 |

### Basketbal

#### Mannen
| Olympiër | Discipline | Resultaat | Prestatie |
| --- | ---------- | --------- | --- |
| Paulo Villas Boas Jorge Guerra Gerson Victalino João José Vianna Rolando Ferreira Ricardo Cardoso Maury Ponickwar Marcel Ponickwar Aristides Santos Wilson Fernando Kuhn Oscar Schmidt Israel Machado | mannen     | 5e        | groep A: 3e V van Kroatië: 76-93 V van Spanje: 100-101 W van Angola: 76-66 V van Verenigde Staten: 83-127 W van Duitsland: 85-76 kwartfinale: V van Litouwen: 96-114 5-8e plek: W van Puerto Rico: 86-84 5-6e plek: W van Australië: 90-80 |

| Groep A |                  |             |             |             |        |        |        |        |
| #       | Land             | Wedstrijden | Wedstrijden | Wedstrijden | Punten | Punten | Punten | Punten |
| #       | Land             | G           | W           | V           | V      | T      | Saldo  | Punten |
| 1       | Verenigde Staten | 5           | 5           | 0           | 579    | 350    | +229   | 10     |
| 2       | Kroatië          | 5           | 4           | 1           | 423    | 400    | +23    | 9      |
| 3       | Brazilië         | 5           | 2           | 3           | 420    | 463    | -43    | 7      |
| 4       | Duitsland        | 5           | 2           | 3           | 369    | 432    | -63    | 7      |
| 5       | Angola           | 5           | 1           | 4           | 324    | 392    | -68    | 6      |
| 6       | Spanje           | 5           | 1           | 4           | 398    | 476    | -78    | 6      |

| Ronde       | Datum     | Plaats           | Land    | Score       | Land |
| ----------- | --------- | ---------------- | ------- | ----------- | ---- |
| Groepsfase  |           |                  |         |             |      |
| 26 juli     | Barcelona | Kroatië          | 93-76   | Brazilië    |      |
| 27 juli     | Barcelona | Brazilië         | 100-101 | Spanje      |      |
| 29 juli     | Barcelona | Brazilië         | 76-66   | Angola      |      |
| 31 juli     | Barcelona | Verenigde Staten | 127-83  | Brazilië    |      |
| 2 augustus  | Barcelona | Duitsland        | 76-85   | Brazilië    |      |
| Kwartfinale |           |                  |         |             |      |
| 4 augustus  | Barcelona | Litouwen         | 114-96  | Brazilië    |      |
| 5-8e plek   |           |                  |         |             |      |
| 6 augustus  | Barcelona | Brazilië         | 86-64   | Puerto Rico |      |
| 5-6e plek   |           |                  |         |             |      |
| 8 augustus  | Barcelona | Brazilië         | 90-80   | Australië   |      |

#### Vrouwen
| Olympiër | Discipline | Resultaat | Prestatie |
| --- | ---------- | --------- | --- |
| Hortência Marcari Janeth Arcain Helen Cristina Nádia Bento Vânia Hernandes Maria Paula Gonçalves Adriana Santos Marta Sobral Ruth Roberta de Souza Maria José Bertolotti Joycenara Batista Simone Pontello | vrouwen    | 7e        | groep A: 3e W van Italië: 85-70 V van Cuba: 88-95 V van Gezamenlijk team: 64-76 5-8e plek: V van Tsjecho-Slowakije: 62-74 7-8e plek: W van Italië: 86-83 |

| Groep A |                  |             |             |             |        |        |        |        |
| #       | Land             | Wedstrijden | Wedstrijden | Wedstrijden | Punten | Punten | Punten | Punten |
| #       | Land             | G           | W           | V           | V      | T      | Saldo  | Punten |
| 1       | Cuba             | 3           | 3           | 0           | 246    | 230    | +16    | 6      |
| 2       | Gezamenlijk team | 3           | 2           | 1           | 244    | 222    | +22    | 5      |
| 3       | Brazilië         | 3           | 1           | 2           | 237    | 241    | -4     | 4      |
| 4       | Italië           | 3           | 0           | 3           | 190    | 224    | -34    | 3      |

| Ronde      | Datum     | Plaats           | Land  | Score             | Land |
| ---------- | --------- | ---------------- | ----- | ----------------- | ---- |
| Groepsfase |           |                  |       |                   |      |
| 30 juli    | Barcelona | Brazilië         | 85-70 | Italië            |      |
| 1 augustus | Barcelona | Cuba             | 95-88 | Brazilië          |      |
| 3 augustus | Barcelona | Gezamenlijk team | 76-64 | Brazilië          |      |
| 5-8e plek  |           |                  |       |                   |      |
| 5 augustus | Barcelona | Brazilië         | 62-74 | Tsjecho-Slowakije |      |
| 7-8e plek  |           |                  |       |                   |      |
| 7 augustus | Barcelona | Brazilië         | 86-83 | Italië            |      |

### Boksen
| Olympiër             | Discipline | Resultaat | Prestatie                                                        |
| -------------------- | ---------- | --------- | ---------------------------------------------------------------- |
| Luis Claudio Freitas | -51kg (m)  | 9e        | 1e ronde: W van KOR Han: 15-9 2e ronde: V van TAN Mwangata: 7-8  |
| Rogerio Brito        | -57kg (m)  | 9e        | 1e ronde: W van PNG Kevi: 20-6 2e ronde: V van EUN Palyani: 2-19 |
| Adilson Rosa Silva   | -60kg (m)  | 17e       | 1e ronde: V van USA De La Hoya: scheidsrechterlijke beslissing   |
| Lucas Franca         | -71kg (m)  | 17e       | 1e ronde: V van THA Boonsingkarn: 2-16                           |

### Boogschieten
| Olympiër      | Discipline      | Resultaat | Prestatie                                                                 |
| ------------- | --------------- | --------- | ------------------------------------------------------------------------- |
| Renato Emílio | individueel (m) | 49e       | plaatsingsronde: 49e met 1251 punten                                      |
| Vítor Krieger | individueel (m) | 30e       | plaatsingsronde: 29e met 1277 punten 1e ronde: V van EUN Yesheyev: 95-106 |

### Gewichtheffen
| Olympiër       | Discipline | Resultaat | Prestatie                                                  |
| -------------- | ---------- | --------- | ---------------------------------------------------------- |
| Emilson Dantas | -100kg (m) | 18e       | trekken: 19e met 150kg stoten: 16e met 190kg totaal: 340kg |

### Gymnastiek
| Olympiër                  | Discipline               | Resultaat | Prestatie |
| Ritmisch                  | Ritmisch                 | Ritmisch  | Ritmisch |
| ------------------------- | ------------------------ | --------- | --- |
| Marta Cristina Schonhurst | individueel (v)          | 41e       | kwalificatie: 41e hoepel: 41e met 8,450 punten touw: 40e met 8,600 punten knotsen: 30e met 8,750 punten bal: 36e met 8,650 punten totaal: 34,450 punten                                                                             |
| Turnen                    |                          |           | |
| Marco Monteiro            | meerkamp individueel (m) | 84e       | kwalificatie: 84e vloer: 81e met 18,425 punten sprong: 89e met 18,300 punten brug: 77e met 18,450 punten rekstok: 80e met 18,375 punten ringen: 87e met 17,875 punten paard met bogen: 80e met 18,150 punten totaal: 109,575 punten |
|                           |                          |           | |
| Luísa Ribeiro             | meerkamp individueel (v) | 57e       | kwalificatie: 57e vloer: 63e met 19,137 punten sprong: 29e met 19,624 punten brug: 43e met 19,549 punten balk: 81e met 18,487 punten totaal: 76,797 punten                                                                          |

### Handbal
| Olympiër | Discipline | Resultaat | Prestatie |
| --- | ---------- | --------- | --- |
| José Luiz Aguiar Ramalho Sergio Carnasciali Cavichiolo Drean Farencena Dutra Milton Fonseca Pelissari Rodrigo Hoffelder Osvaldo Inocente Filho Gilberto Jesus Cardoso José Luiz Lopes Vieira Ricardo Matos Pereira Ivan Bruno Maziero Marcelo Minhoto Ferraz Paulo Rogerio Moratore José Ronaldo Nascimiento Claudio Oliveira Brito Ivan Raimundo Pinheiro Edson Roberto Rizzo | mannen     | 12e       | groep A: 6e V van IJsland: 18-19 V van Hongarije: 21-27 V van Zweden: 15-22 V van Tsjecho-Slowakije: 16-27 V van Zuid-Korea: 26-30 11-12e plek: V van Egypte: 24-27 |

| Groep A |                   |             |             |             |             |            |            |            |        |
| #       | Land              | Wedstrijden | Wedstrijden | Wedstrijden | Wedstrijden | Doelpunten | Doelpunten | Doelpunten | Punten |
| #       | Land              | G           | W           | G           | V           | V          | T          | Saldo      | Punten |
| 1       | Zweden            | 5           | 5           | 0           | 0           | 120        | 86         | +34        | 10     |
| 2       | IJsland           | 5           | 3           | 1           | 1           | 101        | 99         | +2         | 7      |
| 3       | Zuid-Korea        | 5           | 3           | 0           | 2           | 114        | 117        | -3         | 6      |
| 4       | Hongarije         | 5           | 2           | 0           | 3           | 102        | 108        | -6         | 4      |
| 5       | Tsjecho-Slowakije | 5           | 1           | 1           | 3           | 94         | 92         | +2         | 3      |
| 6       | Brazilië          | 5           | 0           | 0           | 5           | 96         | 125        | -29        | 0      |

| Ronde       | Datum     | Plaats     | Land  | Score             | Land |
| ----------- | --------- | ---------- | ----- | ----------------- | ---- |
| Groepsfase  |           |            |       |                   |      |
| 27 juli     | Barcelona | IJsland    | 19-18 | Brazilië          |      |
| 29 juli     | Barcelona | Brazilië   | 21-27 | Hongarije         |      |
| 31 juli     | Barcelona | Zweden     | 22-15 | Brazilië          |      |
| 2 augustus  | Barcelona | Brazilië   | 16-27 | Tsjecho-Slowakije |      |
| 4 augustus  | Barcelona | Zuid-Korea | 30-26 | Brazilië          |      |
| 11-12e plek |           |            |       |                   |      |
| 7 augustus  | Barcelona | Egypte     | 27-24 | Brazilië          |      |

### Judo
| Olympiër                 | Discipline | Resultaat | Prestatie |
| ------------------------ | ---------- | --------- | --- |
| Shigueto Yamasaki Júnior | -60kg (m)  | 19e       | 1e ronde: vrij 2e ronde: W van TCH Sedivak 3e ronde: V van POL Kamrowski |
| Rogério Cardoso          | -65kg (m)  | Goud      | 1e ronde: W van PAR Cepedes 2e ronde: W van POR Almeida 3e ronde: W van KOR Sang-Mun kwartfinale: W van ARG Morales halve finale: W van GER Quellmalz finale: W van HUN Csák |
| Sérgio Oliveira          | -71kg (m)  | 34e       | 1e ronde: V van ESP Ruiz |
| Ezequiel Paraguassu      | -78kg (m)  | 18e       | 1e ronde: W van GUI Camara 2e ronde: W van ZIM Matangi 3e ronde: V van KOR Byeong-Ju                                                                                         |
| Wagner Castropil         | -86kg (m)  | 21e       | 1e ronde: vrij 2e ronde: V van AUS Bacon |
| Aurélio Miguel           | -95kg (m)  | 9e        | 1e ronde: vrij 2e ronde: W van ZAI Mbonga 3e ronde: W van TCH Sosna kwartfinale: V van HUN Kovács herkansingen: V van EUN Sergeyev                                           |
| José Mario Tranquillini  | +95kg (m)  | 21e       | 1e ronde: vrij 2e ronde: V van BUL Stoykov |
|                          |            |           | |
| Andrea Rodrigues         | -48kg (v)  | 13e       | 1e ronde: vrij 2e ronde: vrij 3e ronde: V van JPN Tamura-Tani herkansingen: V van CUB Savón                                                                                  |
| Patricia Bevilacqua      | -52kg (v)  | 9e        | 1e ronde: vrij 2e ronde: V van CHN Zhongyun herkansingen: W van AUS Grainger-Brain herkansingen 2: V van ARG Mariani                                                         |
| Jemina Alves             | -56kg (v)  | 13e       | 1e ronde: vrij 2e ronde: V van CUB González herkansingen: V van POL Gontowicz-Szałas                                                                                         |
| Tânia Ishii              | -61kg (v)  | 20e       | 1e ronde: vrij 2e ronde: V van CHN Di |
| Rosicléia Campos         | -66kg (v)  | 16e       | 1e ronde: vrij 2e ronde: vrij 3e ronde: V van BEL Rakels |
| Soraia André             | -72kg (v)  | 16e       | 1e ronde: vrij 2e ronde: vrij 3e ronde: V van GBR Horton herkansingen: V van USA Bacher                                                                                      |
| Edilene Andrade          | +72kg (v)  | 9e        | 1e ronde: vrij 2e ronde: V van JPN Sakaue herkansingen: W van USA Rosensteel herkansingen 2: V van GER Weber                                                                 |

### Kanovaren
| Olympiër                           | Discipline    | Resultaat | Prestatie                                          |
| Slalom                             | Slalom        | Slalom    | Slalom                                             |
| ---------------------------------- | ------------- | --------- | -------------------------------------------------- |
| Leonardo Selbach                   | C-1 (m)       | 26e       | 140,60                                             |
| Marlon Grings                      | K-1 (m)       | 30e       | 120,82                                             |
| Leonardo Selbach                   | K-1 (m)       | 31e       | 122,14                                             |
| Vlakwater                          |               |           |                                                    |
| Sebastián Cuattrin                 | K-1 500m (m)  | 23e       | serie 2: 7e in 1.48,86 herkansingen: 5e in 1.46,56 |
| Sebastián Cuattrin                 | K-1 1000m (m) | 22e       | serie 4: 7e in 4.09,13 herkansingen: 5e in 3.41,68 |
| Alvaro Koslowski Jefferson Lacerda | K-2 500m (m)  | 24e       | serie 1: 7e in 1.43,23 herkansingen: 6e in 1.37,15 |
| Alvaro Koslowski Jefferson Lacerda | K-2 1000m (m) | 24e       | serie 2: 6e in 3.48,59 herkansingen: 7e in 3.31,45 |

### Paardensport
| Olympiër                                                          | Discipline  | Resultaat | Prestatie |
| Eventing                                                          | Eventing    | Eventing  | Eventing |
| ----------------------------------------------------------------- | ----------- | --------- | --- |
| Luciano Drubi                                                     | individueel | 60e       | dressuur: 74e met 82,20 strafpunten crosscountry: 240,80 strafpunten springconcours: 9e met 5 strafpunten totaal: 328 strafpunten |
| Sergei Fofanoff                                                   | individueel | DNF       | dressuur: 59e met 71,20 strafpunten crosscountry: gediskwalificeerd                                                               |
| Springconcours                                                    |             |           | |
| Carlos da Motta                                                   | individueel | 30e       | kwalificatie: 26e met 155,5 punten finale: 1e ronde: 30e met 16 strafpunten                                                       |
| Nelson Pessoa Filho                                               | individueel | 65e       | kwalificatie: 65e met 67,5 punten                                                                                                 |
| Rodrigo Pessoa                                                    | individueel | 9e        | kwalificatie: 1e met 223,0 punten finale: 1e ronde: 6e met 4 strafpunten 2e ronde: 12e met 12 strafpunten totaal: 16 strafpunten  |
| Vitor Teixeira                                                    | individueel | 50e       | kwalificatie: 5e met 127,5 punten                                                                                                 |
| Carlos da Motta Nelson Pessoa Filho Rodrigo Pessoa Vitor Teixeira | team        | 10e       | 1e ronde: 13e met 30,75 strafpunten 2e ronde: 10e met 21 strafpunten totaal: 51,75 strafpunten                                    |

### Roeien
| Olympiër                                                                                   | Discipline   | Resultaat | Prestatie                                          |
| ------------------------------------------------------------------------------------------ | ------------ | --------- | -------------------------------------------------- |
| Carlos de Almeida Carlos Sobrinho Cláudio Tavares                                          | twee-met (m) | 13e       | serie 1: 6e in 7.18,62 herkansingen: 4e in 7.21,51 |
| Otávio Bandeira Alexandre Fernandes José Augusto Loureiro Júnior Cleber Leite José Ribeiro | vier-met (m) | 12e       | serie 1: 6e in 6.45,54 herkansingen: 5e in 6.34,87 |

### Schermen
| Olympiër           | Discipline | Resultaat | Prestatie            |
| ------------------ | ---------- | --------- | -------------------- |
| Luciano Finardi    | degen (m)  | 61e       | 1e ronde groep 3: 7e |
| Roberto Lazzarini  | degen (m)  | 20e       | 1e ronde groep 2: 3e |
| Francisco Papaiano | degen (m)  | 63e       | 1e ronde groep 1: 7e |
| Ricardo Menalda    | sabel (m)  | 37e       | 1e ronde groep 2: 6e |

### Schietsport
| Olympiër             | Discipline           | Resultaat | Prestatie                                            |
| -------------------- | -------------------- | --------- | ---------------------------------------------------- |
| Wilson Scheidemantel | 50m pistool (m)      | 35e       | kwalificatie: 35e met 545 punten (91-91-92-91-91-89) |
| Wilson Scheidemantel | 10m luchtpistool (m) | 42e       | kwalificatie: 42e met 568 punten (95-94-94-95-92-98) |
|                      |                      |           |                                                      |
| Tanja Mara Giansante | 25m pistool (v)      | 38e       | kwalificatie: 38e met 563 punten (288-275)           |
| Tanja Mara Giansante | 10m luchtpistool (v) | 45e       | kwalificatie: 42e met 568 punten (89-94-91-92)       |

### Schoonspringen
| Olympiër        | Discipline    | Resultaat | Prestatie                        |
| --------------- | ------------- | --------- | -------------------------------- |
| Silvana Neitzke | 10m toren (v) | 28e       | voorronde: 28e met 230,70 punten |

### Synchroonzwemmen
| Olympiër                        | Discipline | Resultaat | Prestatie                                                                                            |
| ------------------------------- | ---------- | --------- | --- |
| Cristiana Lobo                  | solo       | 16e       | kwalificatie: 48e technisch: 48e met 79,906 punten                                                   |
| Gláucia Soutinho                | solo       | 16e       | kwalificatie: 16e vrij: 18e met 89,68 punten technisch: 35e met 83,383 punten totaal: 173,063 punten |
| Fernanda Veirano                | solo       | 39e       | kwalificatie: 39e technisch: 39e met 82,396 punten                                                   |
| Cristiana Lobo Fernanda Veirano | duet       | 15e       | kwalificatie: 15e technisch: 16e met 81,151 punten vrij: 13e met 90,68 punten totaal: 171,831 punten |

### Tafeltennis
| Olympiër                  | Discipline     | Resultaat | Prestatie |
| ------------------------- | -------------- | --------- | --- |
| Hugo Hoyama               | enkelspel (m)  | 17e       | groep F: 2e V van BEL Saive: 0-2 W van EUN Mazunov: 2-0 W van IRI Al-Idokht: 2-0                                  |
| Cláudio Kano              | enkelspel (m)  | 17e       | groep D: 2e V van POL Grubba: 1-2 W van TCH Vimi: 2-0 W van RSA Botha: 2-0                                        |
| Hugo Hoyama Cláudio Kano  | dubbelspel (m) | 17e       | groep D: 3e V van KOR Nam-Kyu/Taek-oo: 0-2 V van BEL J-M Saive/P Saive: 0-2                                       |
|                           |                |           | |
| Monica Doti               | enkelspel (v)  | 49e       | groep N: 4e V van NED Vrieskoop: 0-2 V van BUL Gergelcheva: 1-2 V van NGR Kaffo: 1-2                              |
| Lyanne Kosaka             | enkelspel (v)  | 49e       | groep O: 4e V van TCH Hrachová: 0-2 V van NED Hooman-Kloppenburg: 0-2 V van ARG Hae-Ja: 0-2                       |
| Monica Doti Lyanne Kosaka | dubbelspel (v) | 25e       | groep F: 4e V van NED Vrieskoop/Hooman-Kloppenburg: 0-2 V van IOP Fazlić/Perkučin: 0-2 V van AUS Tepper/Ying: 0-2 |

### Tennis
| Olympiër                          | Discipline     | Resultaat | Prestatie |
| --------------------------------- | -------------- | --------- | --- |
| Luiz Mattar                       | enkelspel (m)  | 33e       | 1e ronde: V van NED Haarhuis: 6-4, 3-6, 2-6, 2-6 |
| Jaime Oncins                      | enkelspel (m)  | 5e        | 1e ronde: W van IOP Muškatirović: 7-6(3), 4-6, 6-4, 1-6, 6-1 2e ronde: W van USA Chang: 6-2, 3-6, 6-3, 6-3 3e ronde: W van NED Koevermans: 7-6(1), 6-0, 7-6(2) kwartfinale: V van EUN Cherkasov: 1-6, 4-6, 7-6(3), 6-4, 2-6 |
| Luiz Mattar Jaime Oncins          | dubbelspel (m) | 17e       | 1e ronde: V van ESP Casal/Sánchez: 3-6, 6-3, 7-6(4), 3-6, 1-6 |
|                                   |                |           | |
| Andrea Vieira                     | enkelspel (v)  | 33e       | 1e ronde: V van SUI Maleeva: 2-6, 3-6 |
| Cláudia Chabalgoity Andrea Vieira | dubbelspel (v) | 9e        | 1e ronde: W van SWE Lindqvist/Lindström: 6-2, 7-6(5) 2e ronde: V van AUS Bradtke/McQuillan: 2-6, 1-6 |

### Volleybal
| Olympiër | Discipline | Resultaat | Prestatie |
| --- | ---------- | --------- | --- |
| Marcelo Negrão Jorge Edson Brito Giovane Gávio Paulo Andre Silva Mauricio Lima Janelson Carvalho Douglas Chiarotti Antonio Carlos Gouveia Talmo Oliveira Andre Felipe Ferreira Alexandre Samuel Amauri Ribeiro | mannen     | Goud      | groep B: 1e W van Zuid-Korea: 3-0 (15-13, 16-14, 15-7) W van Gezamenlijk team: 3-1 (15-6, 15-7, 9-15, 16-14) W van Nederland: 3-0 (15-11, 15-9, 15-4) W van Cuba: 3-1 (15-6, 15-8, 12-15, 15-6) W van Algerije: 3-0 (15-8, 15-13, 15-9) kwartfinale: W van Japan: 3-0 (15-12, 15-5, 15-12) halve finale: W van Verenigde Staten: 3-1 (12-15, 15-8, 15-9, 15-12) finale: W van Nederland: 3-0 (15-12, 15-8, 15-5) |

| Groep B |                  |             |             |             |             |             |             |        |        |        |        |
| #       | Land             | Wedstrijden | Wedstrijden | Wedstrijden | Wedstrijden | Wedstrijden | Wedstrijden | Punten | Punten | Punten | Punten |
| #       | Land             | G           | W           | V           | SW          | SV          | SR          | SPW    | SPL    | Saldo  | Punten |
| 1       | Brazilië         | 5           | 5           | 0           | 15          | 2           | +13         | 248    | 165    | +83    | 10     |
| 2       | Cuba             | 5           | 4           | 1           | 13          | 5           | +8          | 231    | 180    | +51    | 9      |
| 3       | Gezamenlijk team | 5           | 3           | 2           | 11          | 7           | +4          | 229    | 205    | +24    | 8      |
| 4       | Nederland        | 5           | 2           | 3           | 8           | 9           | -1          | 218    | 181    | +37    | 7      |
| 5       | Zuid-Korea       | 5           | 1           | 4           | 3           | 12          | -9          | 142    | 212    | -70    | 6      |
| 6       | Algerije         | 5           | 0           | 5           | 0           | 15          | -15         | 100    | 225    | -125   | 5      |

| Ronde          | Datum     | Plaats           | Land | Score            | Land |
| -------------- | --------- | ---------------- | ---- | ---------------- | ---- |
| Groepsfase     |           |                  |      |                  |      |
| 26 juli        | Barcelona | Brazilië         | 3-0  | Zuid-Korea       |      |
| 28 juli        | Barcelona | Brazilië         | 3-1  | Gezamenlijk team |      |
| 30 juli        | Barcelona | Brazilië         | 3-0  | Nederland        |      |
| 1 augustus     | Barcelona | Brazilië         | 3-1  | Cuba             |      |
| 3 augustus     | Barcelona | Brazilië         | 3-0  | Algerije         |      |
| Kwartfinale    |           |                  |      |                  |      |
| 5 augustus     | Barcelona | Japan            | 0-3  | Brazilië         |      |
| Halve finale   |           |                  |      |                  |      |
| 7 augustus     | Barcelona | Verenigde Staten | 1-3  | Brazilië         |      |
| Bronzen finale |           |                  |      |                  |      |
| 9 augustus     | Barcelona | Nederland        | 0-3  | Brazilië         |      |

### Wielersport
| Olympiër                                                      | Discipline         | Resultaat | Prestatie                            |
| Baan                                                          | Baan               | Baan      | Baan                                 |
| ------------------------------------------------------------- | ------------------ | --------- | ------------------------------------ |
| Fernando Louro                                                | puntenkoers (m)    | 27e       | kwalificatie groep 1: 14e op 1 ronde |
| Weg                                                           |                    |           |                                      |
| Tonny Azevedo                                                 | wegwedstrijd (m)   | DNF       | niet gefinisht                       |
| Wanderley Azevedo                                             | wegwedstrijd (m)   | 28e       | 4:35.56                              |
| Hernandes Quadri                                              | wegwedstrijd (m)   | DNF       | niet gefinisht                       |
| Euripides Ferreira Fernando Louro Márcio May Hernandes Quadri | ploegentijdrit (m) | 20e       | 2:22.00                              |
|                                                               |                    |           |                                      |
| Cláudia Carceroni-Saintagne                                   | wegwedstrijd (v)   | 48e       | 2:23.52                              |

### Worstelen
| Olympiër      | Discipline  | Resultaat   | Prestatie                                                                     |
| Vrije stijl   | Vrije stijl | Vrije stijl | Vrije stijl                                                                   |
| ------------- | ----------- | ----------- | ----------------------------------------------------------------------------- |
| Roberto Neves | -82kg (m)   | 14e         | groep A: 9e 1e ronde: V van ROU Ghiţă: 1-16 2e ronde: V van FRA Legrand: 0-15 |

### Zeilen
| Olympiër                                       | Discipline        | Resultaat | Prestatie                                    |
| ---------------------------------------------- | ----------------- | --------- | -------------------------------------------- |
| George Mulin Rebello                           | lechner A-390 (m) | 19e       | 219 punten: (22-DNF-4-23-13-27-15-24-23-16)  |
| Christoph Bergmann                             | finn (m)          | 10e       | 84 punten: (1-8-16-13-9-10-14)               |
| Bernardo Arndt Eduardo Melchert                | 470 (m)           | 13e       | 116,7 punten: (29-1-32-18-27-6-7)            |
|                                                |                   |           |                                              |
| Christina Forte                                | lechner A-390 (v) | 17e       | 183 punten: (15-13-12-16-20-13-14-14-12-PMS) |
| Marcia Pellicano                               | europe (v)        | 14e       | 103 punten: (7-9-14-13-21-11-13)             |
| Monica Scheel Claudia Swan                     | 470 (v)           | 15e       | 100,7 punten: (PMS-4-17-12-16-12-6)          |
|                                                |                   |           |                                              |
| Alan Adler Marcus Temke                        | flying dutchman   | 13e       | 102,7 punten: (20-6-5-8-23-17-12)            |
| Clinio Freitas Lars Grael                      | tornado           | 8e        | 69,7 punten: (11-7-4-4-8-9-6)                |
| Marcelo Ferreira Torben Grael                  | star              | 11e       | 98,7 punten: (8-2-17-6-PMS-DNC-8)            |
| Daniel Adler José Augusto Dias José Paulo Dias | soling            | 13e       | 83,0 punten: (16-13-5-11-9-17)               |

### Zwemmen
| Olympiër                                                                | Discipline            | Resultaat | Prestatie                                      |
| ----------------------------------------------------------------------- | --------------------- | --------- | ---------------------------------------------- |
| Gustavo Borges                                                          | 50m vrije slag (m)    | 13e       | serie 8: 5e in 23,10 finale B: 5e in 23,01     |
| Teófilo Ferreira                                                        | 50m vrije slag (m)    | 41e       | serie 5: 3e in 24,13                           |
| Gustavo Borges                                                          | 100m vrije slag (m)   | Zilver    | serie 10: 2e in 49,49 finale: 2e in 49,43      |
| Emanuel Nascimento                                                      | 100m vrije slag (m)   | 25e       | serie 9: 7e in 51,17                           |
| Gustavo Borges                                                          | 200m vrije slag (m)   | 22e       | serie 6: 7e in 1.51,42                         |
| Cristiano Michelena                                                     | 200m vrije slag (m)   | 21e       | serie 6: 6e in 1.51,04                         |
| Rogério Romero                                                          | 100m rugslag (m)      | 21e       | serie 4: 2e in 57,28                           |
| Rogério Romero                                                          | 200m rugslag (m)      | 10e       | serie 5: 5e in 2.00,99 finale B: 2e in 2.01,02 |
| Eduardo Beca                                                            | 100m vlinderslag (m)  | 18e       | serie 7: 6e in 54,87                           |
| José Carlos Souza                                                       | 100m vlinderslag (m)  | 12e       | serie 7: 5e in 54,78 finale B: 4e in 54,85     |
| Eduardo Beca                                                            | 200m vlinderslag (m)  | 15e       | serie 2: 1e in 2.01,20 finale B: 7e in 2.01,87 |
| André Teixeira                                                          | 200m vlinderslag (m)  | 19e       | serie 7: 6e in 2.01,39                         |
| Renato Ramalho                                                          | 200m wisselslag (m)   | 35e       | serie 5: 6e in 2.07,78                         |
| José Carlos Souza                                                       | 200m wisselslag (m)   | 30e       | serie 4: 4e in 2.07,09                         |
| Renato Ramalho                                                          | 400m wisselslag (m)   | 22e       | serie 2: 2e in 4.29,28                         |
| Gustavo Borges Cristiano Michelena Emanuel Nascimento José Carlos Souza | 4x100m vrije slag (m) | 6e        | serie 1: 2e in 3.20,50 finale: 6e in 3.20,99   |
| Gustavo Borges Teófilo Ferreira Cristiano Michelena Emanuel Nascimento  | 4x200m vrije slag (m) | 7e        | serie 1: 3e in 7.24,40 finale: 7e in 7.24,03   |

Albanië · Algerije · Amerikaanse Maagdeneilanden · Amerikaans-Samoa · Andorra · Angola · Antigua en Barbuda · Argentinië · Aruba · Australië · Bahama's · Bahrein · Bangladesh · Barbados · België · Belize · Benin · Bermuda · Bhutan · Bolivia · Bosnië en Herzegovina · Botswana · Brazilië · Britse Maagdeneilanden · Bulgarije · Burkina Faso · Canada · Centraal-Afrikaanse Republiek · Chili · China · Chinees Taipei · Colombia · Congo-Brazzaville · Cookeilanden · Costa Rica · Cuba · Cyprus · Denemarken · Djibouti · Dominicaanse Republiek · Duitsland · Ecuador · Egypte · El Salvador · Equatoriaal-Guinea · Estland · Ethiopië · Fiji · Filipijnen · Finland · Frankrijk · Gabon · Gambia · Gezamenlijk team · Ghana · Grenada · Griekenland · Groot-Brittannië · Guam · Guatemala · Guinee · Guyana · Haïti · Honduras · Hongarije · Hongkong · Ierland · IJsland · India · Indonesië · Irak · Iran · Israël · Italië · Ivoorkust · Jamaica · Japan · Jemen · Jordanië · Kaaimaneilanden · Kameroen · Kenia · Koeweit · Kroatië · Laos · Lesotho · Letland · Libanon · Libië · Liechtenstein · Litouwen · Luxemburg · Madagaskar · Malawi · Malediven · Maleisië · Mali · Malta · Marokko · Mauritanië · Mauritius · Mexico · Monaco · Mongolië · Mozambique · Myanmar · Namibië · Nederland · Nederlandse Antillen · Nepal · Nicaragua · Nieuw-Zeeland · Niger · Nigeria · Noord-Korea · Noorwegen · Oeganda · Oman · Oostenrijk · Pakistan · Panama · Papoea-Nieuw-Guinea · Paraguay · Peru · Polen · Portugal · Puerto Rico · Qatar · Roemenië · Rwanda · Saint Vincent‑Grenadines · Salomonseilanden · Samoa · San Marino · Saoedi-Arabië · Senegal · Seychellen · Sierra Leone · Singapore · Slovenië · Soedan · Spanje · Sri Lanka · Suriname · Swaziland · Syrië · Tanzania · Thailand · Togo · Tonga · Trinidad en Tobago · Tsjaad · Tsjecho-Slowakije · Tunesië · Turkije · Uruguay · Vanuatu · Venezuela · Verenigde Arabische Emiraten · Verenigde Staten · Vietnam · Zaïre · Zambia · Zimbabwe · Zuid-Afrika · Zuid-Korea · Zweden · Zwitserland · Onafhankelijke olympische deelnemers